# باک می
باک می (انگلیسی: Bak Mei؛ ‏چینی: 白眉) که در زبان چینی کانتونی به معنای «ابرو سفید» است، یکی از پنج مرشد افسانه‌ای چین است که پس از تخریب معبد شائولین به‌دست دولتمردان در دوران حکمفرمایی دودمان چینگ (۱۶۴۴–۱۹۱۲)، از آن جان سالم به‌در بردند. نام ورزش رزمی «باک می» از نام او گرفته شده است که بنیانگذارش محسوب می‌شود.
باک می در غرب با عنوانِ «پای مِـی» (Pai Mei) شناخته می‌شود که در فیلم «بیل را بکش: بخش ۲» نقشش را گوردون لیو بازی می‌کند.